# Antonio Golini

Antonio Golini (Catanzaro, 28 settembre 1937 – 10 maggio 2025) è stato uno statistico e funzionario italiano, già presidente ad interim dell'ISTAT dal 2013 al 2014.

## Biografia
Nel 1952, all'età di 15 anni superò il concorso di ammissione al Liceo Classico delll'allora Collegio Militare della Nunziatella in Napoli (dal 1953, Scuola Militare Nunziatella) da dove ne uscì diplomato per poi laureasi in Scienze statistiche e attuariali nel 1960 presso l'Università La Sapienza di Roma. Dal 1975 fu professore ordinario di demografia nello stesso ateneo e all'Università LUISS. 
Membro dell'Accademia dei Lincei, fu autore di 170 pubblicazioni scientifiche e numerosi saggi divulgativi ed articoli sulla stampa periodica e quotidiana.

## Attività di ricerca
I suoi studi si soffermano soprattutto su temi come l'invecchiamento della popolazione, i flussi migratori e le politiche sociali. In riferimento al dibattito sull'opportunità di introdurre il reddito di cittadinanza nel sistema previdenziale italiano ha proposto di configurare tale misura con lo strumento dell'imposta negativa sul reddito in modo da evitare le distorsioni ad esso connesse. Tale posizione ha suscitato un certo interesse nel mondo politico ed accademico.